# Нагорнокарабашка аутономна област
Нагорнокарабашка аутономна област (рус. Нагорно-Карабахская автономная область) је била аутономна област у совјетском Азербејџану од 1923. до 1991. године. Главни град области био је Степанакерт.

## Историја
Формирана је као аутономија за етничке Јермене у Азербејџану и била је физички одвојена од совјетске Јерменије, с обзиром да се између Јерменије и Нагорно-Карабаха налазила курдска аутономна област (позната и као Црвени Курдистан), која је такође била у саставу Азербејџана. Након укидања Црвеног Курдистана, 1929/1930. године, Нагорнокарабашка аутономна област постаје енклава, потпуно окружена остатком територије Азербејџана и физички потпуно одвојена од Јерменије. 
У време распада Совјетског Савеза, избија јерменско-азербејџански рат за Нагорно-Карабах (1988—1994), у којем Јермени односе победу, избацујући азербејџанске оружане снаге са највећег дела територије Нагорно-Карабаха, као и са територија које су се налазиле између Нагорнокарабашке аутономне области и Јерменије. На том простору је 1991. године проглашена Нагорнокарабашка Република. 

## Демографија
По попису из 1926. године, Јермени су чинили 94% становништва области, док је 1989. године проценат јерменског становништва износио 76,9%.